# The Essential Iron Maiden
| Críticas profissionais | Críticas profissionais |
| Avaliações da crítica  | Avaliações da crítica  |
| Fonte                  | Avaliação              |
| ---------------------- | ---------------------- |
| Allmusic               | [ 1 ]                  |
| Pitchfork Media        | [ 2 ]                  |

The Essential Iron Maiden é uma coletânea da banda britânica de Heavy Metal Iron Maiden, lançada em 5 de julho de 2005. Lançado exclusivamente na América do Norte, é parte da série The Essential da Sony Music Entertainment. Ao contrário dos outros discos dessa série, a lista de faias está presente na ordem cronológica inversa (as canções das últimas gravações aparecem primeiro).
Devido a vendas da Sanctuary Records para o Universal Music Group, essa coletânea está atualmente fora de catálogo.

## Faixas

### Disco 1
| N.º | Título                                    | Compositor(es)                       | Disco original                                        | Duração |  |
| 1.  | "Paschendale"                             | Steve Harris, Adrian Smith           | Dance of Death (2003)                                 | 8:26    |  |
| 2.  | "Rainmaker"                               | Bruce Dickinson, Harris, Dave Murray | Dance of Death                                        | 3:48    |  |
| 3.  | "The Wicker Man"                          | Dickinson, Harris, Smith             | Brave New World (2000)                                | 4:35    |  |
| 4.  | "Brave New World"                         | Dickinson, Harris, Murray            | Brave New World                                       | 6:18    |  |
| 5.  | "Futureal"                                | Blaze Bayley, Harris                 | Virtual XI (1998)                                     | 2:56    |  |
| 6.  | "The Clansman"                            | Harris                               | Virtual XI                                            | 8:59    |  |
| 7.  | "Sign of the Cross"                       | Harris                               | The X Factor (1995)                                   | 11:16   |  |
| 8.  | "Man on the Edge"                         | Bayley, Janick Gers                  | The X Factor                                          | 4:11    |  |
| 9.  | "Be Quick or Be Dead"                     | Dickinson, Gers                      | Fear of the Dark (1992)                               | 3:23    |  |
| 10. | "Fear of the Dark" (ao vivo)              | Harris                               | Rock in Rio (2002); originalmente de Fear of the Dark | 7:52    |  |
| 11. | "Holy Smoke"                              | Dickinson, Harris                    | No Prayer for the Dying (1990)                        | 3:47    |  |
| 12. | "Bring Your Daughter... to the Slaughter" | Dickinson                            | No Prayer for the Dying                               | 4:43    |  |
| 13. | "The Clairvoyant"                         | Harris                               | Seventh Son of a Seventh Son (1988)                   | 4:26    |  |

### Disco 2
| N.º | Título                    | Compositor(es)           | Disco original                                         | Duração |  |
| 1.  | "The Evil That Men Do "   | Dickinson, Harris, Smith | Seventh Son of a Seventh Son                           | 4:34    |  |
| 2.  | "Wasted Years"            | Smith                    | Somewhere in Time (1986)                               | 5:06    |  |
| 3.  | "Heaven Can Wait"         | Harris                   | Somewhere in Time                                      | 7:20    |  |
| 4.  | "2 Minutes to Midnight"   | Dickinson, Smith         | Powerslave (1984)                                      | 6:00    |  |
| 5.  | "Aces High "              | Harris                   | Powerslave                                             | 4:29    |  |
| 6.  | "Flight of Icarus"        | Dickinson, Smith         | Piece of Mind (1983)                                   | 3:51    |  |
| 7.  | "The Trooper"             | Harris                   | Piece of Mind                                          | 4:12    |  |
| 8.  | "The Number of the Beast" | Harris                   | The Number of the Beast (1982)                         | 4:52    |  |
| 9.  | "Run to the Hills"        | Harris                   | The Number of the Beast                                | 3:54    |  |
| 10. | "Wrathchild"              | Harris                   | Killers (1981)                                         | 2:55    |  |
| 11. | "Killers"                 | Paul Di'Anno, Harris     | Killers                                                | 5:01    |  |
| 12. | "Phantom of the Opera"    | Harris                   | Iron Maiden (1980)                                     | 7:06    |  |
| 13. | "Running Free" (ao vivo)  | Di'Anno, Harris          | Live After Death (1985); originalmente de Iron Maiden  | 8:44    |  |
| 14. | "Iron Maiden" (ao vivo)   | Harris                   | Death on the Road (2005); originalmente de Iron Maiden | 4:54    |  |

## Créditos
- Paul Di'Anno - Vocais (Disco 2- Faixas 10-12)
- Bruce Dickinson - Vocais (Disco 1-Faixas 1-4, 9-13; Disco 2-Faixas 1-9, 13-14)
- Blaze Bayley - Vocais (Disco 1- Faixas 5-8)
- Dave Murray - Guitarra (Todas Faixas)
- Dennis Stratton - Guitarra (Disco 2- Faixa 12)
- Adrian Smith - Guitarra (Disco 1- Faixas 1-4,13; Disco 2- 1-11; 13-14)
- Janick Gers - Guitarra (Disco 1- Faixas 1-12)
- Steve Harris - Baixo, Produtor (Todas Faixas)
- Clive Burr - Bateria (Disco 2- Faixas 8-12)
- Nicko McBrain - Bateria (Disco 1- Todas Faixas; Disco 2 Faixas 1-7; 13-14)

com
- Martin Birch - Produtor
- Simon Fowler - Fotografia
- Lonn Friend - Encarte
- Nigel Green - Produtor
- Michael Kenney - Teclados
- Will Malone - Produtor
- Dimo Safari - Foto da Capa
- Kevin Shirley - Produtor, Engenheiro, Masterização, Mixagem
- Howie Weinberg - Masterização